# Yvan Noé
Pour les articles homonymes, voir Noé.
Yvan Noé, de son vrai nom Marie Edgar Jean Noetinger, né le 18 mai 1895 à Nancy, mort le 7 juillet 1963 à Nice, est un romancier, auteur dramatique, réalisateur et producteur de cinéma français. 

## Biographie
Dans les années 1920, il dirige une troupe théâtrale parisienne, Les Compagnons du Griffon,.
Sa carrière cinématographique débute en 1930 à Hollywood à la  Metro-Goldwyn-Mayer avec une version française de la comédie musicale de Charles Brabin Call of the Flesh, qui sort sous le titre  Le Chanteur de Séville. 
En 1931, il réalise à Berlin une autre adaptation française d'un film de Hans Behrendt, Gloria. En 1933, Yvan Noé écrit L'Épicerie des rêves, ouvrage dans lequel il s'élève contre le cinéma américain : « Le cinéma américain tend à nous abêtir, à détruire par ses enfantillages et ses fadaises admirablement présentées notre jugement, notre bon sens, notre esprit critique et à paralyser notre esprit tout court. »
En 1935, il réalise la comédie Mademoiselle Mozart, avec Danielle Darrieux et Pauline Carton et, l'année suivante, Mes tantes et moi et  Gigolette. En 1938-1939, il se tourne vers le genre policier avec Le Château des quatre obèses et L'Étrange nuit de Noël. En 1939, il réalise Saturnin de Marseille.
En 1941 sort Ceux du ciel, l'adaptation d'une pièce de théâtre, L'As de Blanche Alix avec Marie Bell qui avait triomphé en 1937 dans Carnet de bal. En 1943, il réalise La Cavalcade des heures avec Fernandel et Charles Trenet.

## Théâtre
Auteur
- 1930 : L'As, d'Yvan Noé, Blanche Alix et Charles Poidloué, à l'Apollo[4].
- 1932 : Monsieur le Comte, Théâtre de Paris
- 1933 : Argent comptant d'Yvan Noé et Jean Alley, Théâtre des Mathurins, 11 décembre
- 1936 : Christian, comédie créée par Harry Baur, Théâtre des Variétés, 18 novembre, portée à l'écran en 1939 par le cinéaste tchèque Martin Frič
- 1945 : Un ami viendra ce soir d'Yvan Noé et Jacques Companeez, mise en scène Jean Wall, Théâtre de Paris
- 1947 : Une mort sans importance d'Yvan Noé et A. Linou, mise en scène Yvan Noé, Théâtre de la Potinière

## Filmographie
Réalisateur
- 1931 : Le Chanteur de Séville (coréalisateur : Ramón Novarro)
- 1931 : Gloria (coréalisateur : Hans Behrendt)
- 1933 : Âme de clown (coréalisateur : Marc Didier)
- 1936 : Mademoiselle Mozart
- 1937 : Mes tantes et moi
- 1937 : Gigolette
- 1939 : Le Château des quatre obèses
- 1939 : L'Étrange nuit de Noël
- 1941 : Saturnin de Marseille
- 1941 : Ceux du ciel
- 1942 : Les Hommes sans peur
- 1943 : Six petites filles en blanc
- 1943 : La Cavalcade des heures
- 1946 : Une femme coupée en morceaux
- 1948 : Une mort sans importance
- 1950 : Dominique
- 1951 : Coupable ?
- 1953 : Les vacances finissent demain
- 1955 : Zig et Puce sauvent Nénette

Scénariste
- 1933 : Rocambole de Gabriel Rosca
- 1935 : La Marche nuptiale de Mario Bonnard

Dialoguiste
- 1933 : Le Dernier Preux, court métrage de Pierre-Jean Ducis
- 1940 : Le Danube bleu
- 1957 : Les Délinquants de Juan Fortuny